# Даррелли
«Даррелли» (англ. The Durrells) — британський телесеріал у жанрі комедійної драми, заснований на автобіографічній трилогії Джеральда Даррелла «Моя родина та інші звірі», «Птахи, звірі та родичі» та «Сад богів». Прем'єрний показ відбувся на телеканалі ITV 3 квітня 2016 — 12 травня 2019 років.
Телесеріал тривав чотири сезони та складається з 26 епізодів по 45 хвилин. Автором сценарію виступив Саймон Най, режисерами — Стів Беррон та Роджер Голдбі, продюсером — Крістофер Голл. Лі Даррелл, вдова Джеральда Даррелла, виступила консультантом. Серіал частково відзнято на студіях Ealing Studios та Twickenham Studios у Лондоні. Натурні зйомки проходили на острові Корфу, Греція.
В Україні серіал вперше почав транслюватися 2021 року на телеканалі Інтер під назвою «Моя сім'я та інші звірі» з власним багатоголосим дублюванням. 2022 року розпочався показ на телеканалі Суспільне Культура під перекладеною оригінальною назвою та з відмінним від Інтера перекладом.

## Сюжет
1935 рік. Луїза Даррелл, вдова, та четверо її дітей — починаючий письменник Ларрі, мисливець Леслі, кокетка Марго та десятирічний зоолог Джеррі переїжджають із залитої дощами Англії до сонячної Греції. Вони оселяються на острові Корфу, де на них чекає безліч нових знайомств та пригод.

## У ролях
- Майло Паркер — Джеррі Даррелл
- Кілі Хоус — Луїза Даррелл
- Джош О'Коннор — Ларрі Даррелл
- Каллум Вудгауз — Леслі Даррелл
- Дейзі Вотерстоун — Марго Даррелл
- Алексіс Георгуліс — Спіро Хакьяопулос
- Йоргос Караміхос — Теодор Стефанідес
- Анна Савва — Лугареція
- Люсі Блейк — Флоренс Петрідес
- Алексіс Конран — доктор Петрідес
- Ульрік ван дер Еш — Свен Лундблад
- Нікос Орестіс Чаніотакіс — Павлос
- Леслі Карон — графиня Мавродакі
- Барбара Флінн — тітка Герміона
- Максиміліан Бефор — Макс
- Бен Голл — Дональд
- Джеймс Космо — капітан Кріч
- Ліззі Воттс — Ненсі
- Хара-Джой Ерміді  — Алексія
- Джеремі Свіфт — Денніс
- Джеймс Ворд — Ангел
- Даніель Лапейн — Г'ю Джарвіс
- Еріка Бігіу — Василія Пріфона
- Мерч Гасі — Золтан
- Тревор Вайт — Генрі Міллер
- Еллі Трінгу — Дафна Лікургу
- Олівія Лебедєва-Алексопуло — Галіні
- Майлз Джапп — Базіль
- Сара Кровден — графиня Мелані де Торро
- Костянтин Сімсіріс — Лазарос Вангелатос
- Уна Стаббс — місіс Геддок

## Нагороди
RTS Craft & Design Award
- 2016 — Найкращий художник-постановник: драма (Стіві Герберт)[3].

Broadcasting Press Guild Award
- 2017 — Найкраща акторка (Кілі Хоус)[4].